# Пенетеу (комуна)
Пенетеу (рум. Pănătău) — комуна у повіті Бузеу в Румунії. До складу комуни входять такі села (дані про населення за 2002 рік):
- Бегу (272 особи)
- Захарешть (212 осіб)
- Лаку-ку-Анінь (167 осіб)
- Мегуріча (167 осіб)
- Пенетеу (736 осіб) — адміністративний центр комуни
- Плейшор (214 осіб)
- Рипіле (157 осіб)
- Сібічу-де-Жос (648 осіб)
- Тега (316 осіб)

Комуна розташована на відстані 100 км на північ від Бухареста, 38 км на північний захід від Бузеу, 128 км на захід від Галаца, 71 км на південний схід від Брашова.

## Населення
За даними перепису населення 2002 року у комуні проживали 2889 осіб.
Національний склад населення комуни:
| Національність | Кількість осіб | Відсоток |
| -------------- | -------------- | -------- |
| румуни         | 2887           | 99,9%    |
| цигани         | 1              | < 0,1%   |

Рідною мовою назвали:
| Мова      | Кількість осіб | Відсоток |
| --------- | -------------- | -------- |
| румунська | 2888           | > 99,9%  |
| німецька  | 1              | < 0,1%   |

Склад населення комуни за віросповіданням:
| Релігія       | Кількість осіб | Відсоток |
| ------------- | -------------- | -------- |
| православні   | 2880           | 99,7%    |
| адвентисти    | 5              | 0,2%     |
| п'ятдесятники | 3              | 0,1%     |
| римо-католики | 1              | < 0,1%   |